# Juliette Noureddine
Juliette Noureddine (París, 25 de septiembre de 1962) más conocida por el monónimo Juliette, es una cantautora, compositora y pianista francesa.

## Biografía y trayectoria
Nació en el XVII distrito de París, hija de Jacques Noureddine (Boulogne-Billancourt, 23 de julio de 1933-Ganges, 29 de mayo de 1988) y de Yvonne Breuilh. Su padre, apodado "Osito de peluche", era un saxofonista y clarinetista profesional que tocaba varios estilos (jazz, música latina, variedades y música clásica). Juliette nunca ocultó su homosexualidad, la cual reveló a los trece años.
Los padres de Juliette poseían algunos de los 33 rpm de la cantante egipcia Uum Kalzum y del intérprete libanés Fairuz. Recuerda especialmente la voz del famoso cantante de tango Carlos Gardel, entre la música que a su padre le gustaba escuchar. Su abuela, profesora la animó a tocar el piano desde los seis años. La severidad de su primer profesor de piano fue reemplazada por una joven profesora mucho más abierta, que la presentó a los Beatles, Maurice Ravel, Claude Debussy y Francis Poulenc.
Creció en Suresnes (Hauts-de-Seine), rue Roger-Salengro, calle de la que tomó el título de una canción; luego estudió en el colegio Émile-Zola. Junto con su familia se trasladó a Toulouse, ya que su padre había sido nombrado para el puesto de tercer clarinete y clarinete bajo principal en la Orquesta del Capitolio cuando ella tenía13 años.
Gracias a las entradas gratuitas obtenidas tras la promoción profesional de su padre, la adolescente descubrió con entusiasmo el repertorio sinfónico de la Orquesta del Capitolio, dirigida en aquel momento por Michel Plasson. También fue a ver muchas óperas como La ópera de los tres centavos, Aida, Così fan tutte y especialmente Salomé (de Richard Strauss) que había adorado. Tras sumergirse en la música clásica, desarrolló una pasión por los grandes nombres de la canción francesa como Jacques Brel y luego Édith Piaf, pero también se interesó por grupos de rock progresivo como Pink Floyd  o artistas como Frank Zappa. Juliette afirmó repetidamente ser atea.
Tras pasar su adolescencia en una institución religiosa, probar suerte en la literatura y después en la musicología, empezó a cantar a los dieciocho años y trató de hacerse un nombre en las ciudades de Toulouse y Auch, actuando en bares y restaurantes de Toulouse como pianista o acompañado por Léon, un joven acordeonista, interpretando principalmente a Jacques Brel y Édith Piaf, pero también a Boby Lapointe, Boris Vian, Barbara, Serge Reggiani, Michel Jonasz, Claude Nougaro, Francis Blanche y Sim. Luego Juliette descubrió a Jean-Claude Vannier y especialmente a Jean Guidoni en la televisión (en el programa Le Grand Échiquier). El repertorio de Jean Guidoni y de su letrista Pierre Philippe será decisivo en su carrera.
En 1985, y luego en 1986, estuvo presente en los Découvertes du Printemps de Bourges, un festival que representa a los jóvenes talentos donde fue descubierta por la revista Paroles et Musique. Ante la negativa de las discográficas, la joven debutante graba Juliette (1987), un casete de producción propia en forma de un sencillo recital de piano y voz grabado en público mediante grabación de sonido en directo  La gran mayoría de las letras de este casete son de Katryn Lingua, una ex amiga de la universidad. Este primer opus incluye, entre otros, Le danseur de corde (cuya música será utilizada de nuevo para La baraque aux inocentes que aparecerá en su primer álbum de estudio Irrésistible), pero también La chanson d'Abou-Nowas y Les lanciers du Bengale que serán reescritas y orquestadas en este mismo Irrésistible.
En 1989, regresó al Grand Théâtre du Printemps de Bourges, donde abrió el teatro para Gilbert Laffaille  y luego conoció a Mysiane Alès, quien se convertiría en su productora. Después de una gira por Alemania, abrió el concierto de Jean Guidoni en 1990. Fue en esta ocasión y a través de Mysiane Alès, que conoció al escritor y letrista Pierre Philippe, quien se convertiría en el autor de muchos de los textos de sus primeros álbumes. Estos premios le permitió publicar ¿Qué tal?, su primer álbum profesional en público producido por Mysiane Alès.  Grabado en el Théâtre d’Ivry y en el TLP Déjazet, ¿Qué tal? ofrece una buena visión general del repertorio de Juliette de este período y contiene una versión humorística de L'Homme à la moto, un título popularizado por Édith Piaf. Pero fue con el álbum Irrésistible (1993), escrito en gran parte por Pierre Philippe, que Juliette finalmente encontró su velocidad de crucero. El álbum presenta varios clásicos como la canción principal que se burla de su "niña gordita con gafas", Petits métiers que canta en un espectáculo de Bernard Pivot ante invitados ilustres, entre ellos el escritor Frédéric Dard, Monocle et col dur que evoca un club lésbico de los años 30 y sobre todo la ambiciosa Monsieur Vénus, basada en la novela homónima de Rachilde.
A este primer álbum de estudio le siguió Juliette chante aux Halles (1995), un nuevo álbum en directo que le permitió revisitar su antiguo repertorio y ganar en sutileza en cuanto a interpretación. Es en este disco donde podremos escuchar una primera versión de La géante, un nuevo clásico que aparecerá el año siguiente en el álbum Rimes féminines en versión de estudio. Este último álbum, escrito íntegramente por Pierre Philippe, es un álbum conceptual construido alrededor de varias figuras femeninas imaginarias o históricas.  Hay una terrorífica Niña al piano así como una Giganta, la madre del cantante Carlos Gardel (Berceuse pour Carlitos), una lista de asesinos famosos, un vagabundo pintoresco (La Belle Abbess)  o una monja extática (Oraison), sin olvidar al dueño de un burdel de hombres (Remonstrances).
Tras finalizar su colaboración con Pierre Philippe, Juliette presentó un recital a dúo con Didier Goret en la Salle Gaveau (habitualmente reservada para conciertos de música clásica) que fue grabado bajo el título Deux pianos (1998). Este disco también será su último álbum con el pianista y orquestador Didier Goret, quien había co-arreglado y tocado en sus discos de estudio anteriores. Juliette se rodeó entonces de nuevos colaboradores, como el guionista de cómics Frank Giroud y, sobre todo, el cantante, autor y compositor Bernard Joyet, con quien cantó muchas veces y también compuso. Más tarde interpretaría muchas de sus piezas.
En el álbum Assassins sans couteaux (1998), encontramos temas bastante cercanos a los que fueron abordados en los álbumes anteriores, en particular en La ballade d'Éole o Le prince des amphores. Este disco, arreglado en gran parte por el famoso François Rauber, le permitió actuar por primera vez en el Olympia en 1999, durante seis días (volvió allí de nuevo durante dos días en 2005, luego durante tres días en 2008).
En 2001, la cantante fue fichada por la compañía discográfica Polydor, que primero lanzó un longbox de 3 CD que resume toda su carrera desde el álbum ¿Qué tal?, luego un nuevo álbum de estudio Le Festin de Juliette (2002) que arregló y compuso en gran parte. En 2004, una nueva recopilación de 2 CD fue publicada bajo el título Mi vida, mi obra (vol. 1), 20 años, 20 canciones.
Juliette grabó luego Mutatis mutandis (2005), fuertemente influenciado por la música latina,luego Bijoux et babioles (2008), que oscilaba entre la poesía y el humor, mientras seguía colaborando y participó en una versión de La Complainte des filles de joie en el álbum colectivo Les Oiseaux de passage en homenaje a Georges Brassens. Ayudó a la joven Olivia Ruiz  a escribir J'aime pas l'amour (2003) y La petite voleuse (2005), y también cantó en un tema del álbum À la récré publicado en 2009 (un libro-disco de canciones infantiles) del grupo de Estrasburgo Weepers Circus. Durante la campaña presidencial de 2007, apoyó a la candidata del Partido Socialista Ségolène Royal. Diez años más tarde, en las elecciones presidenciales de 2017, apoyó al candidato de La Francia insumisa Jean-Luc Mélenchon. 
En el álbum No Parano, lanzado el 10 de janvier de 2011, Juliette trabajó por primera vez con el violonchelista Vincent Ségal, quien la acompañó en las canciones La Lueur dans l'œil y Madrigal moderne. En 2010, fue una de las primeras artistas en firmar la petición "Para la crianza homoparental" publicado en L'Obs.  En 2014, la cantante compuso su primera comedia musical para niños titulada Les Indiens sont à l'Ouest, representada en el Théâtre du Châtelet al año siguiente. Apasionada de los videojuegos expresó su apego a esta práctica de manera insólita en France Inter también en 2014.
En 2016, el sello Polydor lanzó un cofre de 14 CDs con la obra completa de Juliette (incluido 1 CD de rarezas), incluida la primera grabación de 1987 y discos que nuca se habían reeditado, como Juliette chante aux Halles. Dos años más tarde, lanzó su noveno álbum de estudio J'aime pas la chanson, que primero creó con un simple acompañamiento de piano antes de imaginar arreglos más sustanciales.
Cinco años más tarde lanzó su nuevo álbum Chansons de là où l'œil se poser, publicado por Barclay en 2023, y cuya producción estuvo a cargo de Renaud Letang. En 2023 y 2024, grabó el repertorio de su espectáculo, lanzando un  álbum homenaje a tres autores: Pierre Philippe (Blades), Jacques Brel (Mira con atención, pequeño), Anne Sylvestre (Después del teatro, título con el que concluye el espectáculo). A lo largo de su carrera, adaptó y/o interpretó obras de Serge Gainsbourg, Frank Giroud y François Morel. También cantó un dúo con este último y Guillaume Depardieu en el álbum Mutatis mutandis que incluye, entre otras cosas, un poema en latín escrito por Charles Baudelaire.

## Premios y reconocimientos
- 1990: Gran Premio de la Canción Francesa en Saarbrücken
- 1991: Trampolín para la canción en Altos del Sena: premio del jurado y del público,
- 1993: Gran Premio de la Academia Charles-Cros por su álbum Irresistible
- 1997: Victorias musicales: revelación femenina del año
- 2002: Gran Premio de la Academia Charles-Cros por su álbum Le Festin de Juliette
- 2002: Oficial de la Orden de las Artes y Letras
- 2013: Caballero de la Legión de Honor  Francesa
- 2018: Oficial de la Orden Nacional del Merito
- 2006: Victorias musicales  en la categoría de Artista Intèrprete femenina[17]
- 2016 presidenta de la comisión del Fondo de Apoyo a los Videojuegos por el presidente del Centro Nacional del Cine y la Imagen Animada.[33][24][34]

### Radio
- " Juliette o la clave de los sonidos» en France Musique
- Juliette en las principales entrevistas de France Musique, 21, 22, 23, 24 y 25  de 2022

- Datos: Q3189731
- Multimedia: Juliette (french vocalist) / Q3189731